# Socjalistyczna Partia Robotników Niemiec
Socjalistyczna Partia Robotników Niemiec (niem. Sozialistische Arbeiterpartei Deutschlands) – niemiecka partia lewicowa o profilu socjalistycznym, będąca poprzedniczką Socjaldemokratycznej Partii Niemiec.
Została utworzona na zjeździe w Gocie, na którym Powszechny Niemiecki Związek Robotników połączył się z Socjaldemokratyczną Partią Robotników, organizacja przyjęła tzw. program gotajski. Działała w latach 1875–1890 (od 1878 nielegalnie).